# Hôtel de Cassini
Pour les articles homonymes, voir Cassini.
L’hôtel de Cassini, dit également hôtel Pecci-Blunt, est un hôtel particulier parisien, situé à Paris en France. Propriété de l'État depuis 1974, il abrite divers services du Premier ministre.

## Localisation
Il est situé au 32, rue de Babylone, dans le 7e arrondissement de Paris, à quelques centaines de mètres de l'hôtel de Matignon.

## Histoire
L'hôtel de Cassini a été construit en 1768 par l'architecte Claude Billard de Bélisard, architecte du prince de Condé, et l'entrepreneur Louis-Pierre Lemonnier pour le compte du marquis Dominique-Joseph de Cassini (1715-1790 ), cadet de la célèbre famille d'astronomes, petit-fils du fondateur de l'observatoire de Paris, Jean-Dominique Cassini (Cassini I). 
L'élévation de l'hôtel se composait d'un rez-de-chaussée, surmonté d'un attique.
Le projet original de Bélisard a été conservé dans un album passé en 1897 à la vente Goncourt (no 373) et qui se trouve désormais au cabinet des Estampes de la Bibliothèque nationale de France.
Dominique-Joseph, marquis de Cassini (1715-1790), fils de Jacques Cassini, avait embrassé la carrière militaire. Il participa, avec le grade de maréchal de camp, aux guerres de succession de Pologne et d'Autriche. Il fut membre du Sénat de Sienne, où il ne siégea jamais. Son épouse, Angélique-Dorothée Babaud, fille de Jean Babaud et belle-fille du financier Jacques Masson, fut entre autres la maîtresse du prince de Condé et du comte de Maillebois.
Après la mort du marquis de Cassini, l'hôtel revient en 1794 à la famille d'Antoine de Landrieffe, auquel Cassini avait emprunté la somme nécessaire à l'acquisition du terrain et qu'il n'avait jamais remboursée. En 1806, il est acquis par le général François Auguste de Caffarelli du Falga (1766-1849), aide de camp de Napoléon Ier et gouverneur du palais des Tuileries.
En 1825, il est revendu au baron Jean de La Rochefoucauld, mort dans l'hôtel en 1834, dont le fils, le comte Albert de La Rochefoucauld Bayers (1799-1854) le vend en 1838 au duc de Croÿ d'Havré. Ce dernier étant mort l'année suivante, ses trois filles vendent l'hôtel en 1840 à la baronne de Montigny. Née Marie Charlotte Josephe Lallart de Berlette, celle-ci meurt en 1846 dans l'hôtel, que son fils, Jules de Montigny, ancien député du Pas-de-Calais, vend en 1861 pour se faire construire un autre hôtel, rue Barbet-de-Jouy. 
Il est alors acquis par Jean Hector Bouruet-Aubertot, précurseur des grands magasins parisiens (Au gagne petit), qui le revend dès 1863 à Suzanne Françoise Aglaé Louise Marie Le Peletier de Morfontaine (1811-1895), issue d'une dynastie de magistrats et épouse du comte Ernest de Talleyrand-Périgord (1807-1871). Ceux-ci étaient en effet contraints de quitter leur magnifique hôtel de Monville, construit par Étienne-Louis Boullée rue d'Anjou, qui devait être détruit par le percement du boulevard Malesherbes.
La comtesse de Talleyrand-Périgord fait littéralement reconstruire l'hôtel de Cassini, qui devait être en mauvais état, par l'architecte Jean Jacques Nicolas Arveuf-Fransquin (1802-1876), qui le transforme en pastiche du style Louis XVI. C'est lui qui crée la rotonde sur le jardin pour y remonter les superbes boiseries provenant de l'hôtel de Monville qui s'y trouvent encore. L'hôtel passe ensuite à leur fille Marie Louise Marguerite de Talleyrand Périgord (1832-1917), veuve du prince Henri de Ligne et, en 1917 à leurs petits-enfants, le prince Ernest de Ligne et la duchesse douairière de Beaufort-Spontin qui le vendent en 1919.
Cecil Blumenthal dit Blunt, richissime héritier américain, à la recherche d'une résidence parisienne à l'occasion de son mariage avec Anna Laetitia (dite Mimi) Pecci (1885-1971), petite-nièce du pape Léon XIII s'en porte acquéreur. Dans les années 1920, le couple fait restaurer l'hôtel particulier et redessiner les jardins par l'architecte Jacques Gréber (1882-1962). Rebaptisé Hôtel Pecci-Blunt, il est meublé à la dernière mode, notamment par Jean-Michel Frank.
La maison reste dans la famille Pecci-Blunt jusqu'en 1948, date à laquelle elle devient une hôtellerie pour les pères missionnaires de passage à Paris.
En 1974, le secrétariat général du Gouvernement (SGG) acquiert la propriété pour y installer la direction générale de l'Administration et de la Fonction publique (DGAFP). Après avoir abrité le ministre chargé du Plan de relance (Patrick Devedjian), l'hôtel de Cassini accueille en 2015 la secrétaire d'État à la réforme de l'État et à la Simplification Clotilde Valter (qui a remplacé à ce poste le 18 juin 2015 Thierry Mandon), les chargés de mission simplification des services du Premier ministre, ainsi que le Commissariat général à l'investissement.
La délégation interministérielle aux jeux olympiques et paralympiques (DIJOP) y est installée.

## Architecture
L'hôtel de Cassini est construit classiquement entre cour et jardin. La cour s'ouvre sur la rue de Babylone par une porte cochère, flanquée d'une loge de gardien. L'hôtel est en forme de U avec deux ailes en retour d'équerre à droite et à gauche de la cour. Le principal corps de logis, en fond de cour, a perdu son perron dans les transformations effectuées par Arveuf-Fransquin, qui a ajouté aux fenêtres du premier étage des balustrades en pierre de taille et des guirlandes de rinceaux de style Louis XVI.
Deux grandes portes-fenêtres permettent d'accéder au vaste vestibule, au sol dallé de marbre noir et blanc. Le bureau du ministre est installé dans l'ancienne bibliothèque, au rez-de-chaussée sur le jardin. Le grand salon en rotonde qui lui est attenant est traditionnellement dénommé salle de la Chapelle. Les superbes boiseries proviennent de l'hôtel de Monville et ont certainement été exécutées sur les dessins d'Étienne-Louis Boullée. À côté de ce salon, symétrique de la bibliothèque, la salle des Marbres, ancienne salle à manger, a été créée par Arveuf-Fransquin : elle présente des dessus de porte provenant de l'hôtel de Monville dans un décor de marbre griotte de style Louis XIV et un parquet au point de Hongrie.
Le jardin de 5 000 m2 touche celui de l'hôtel de Matignon. La fontaine sculptée sur le thème de « la Ronde des enfants » est due à Henri-Léon Gréber, père de l'architecte Jacques Gréber.
Le bâtiment au fond du jardin est l'ancienne hôtellerie construite en 1963 à l'usage des Missions étrangères (MEP). Il abrite, aujourd'hui, des bureaux dont ceux de la Commission nationale de contrôle des techniques de renseignement (CNCTR).

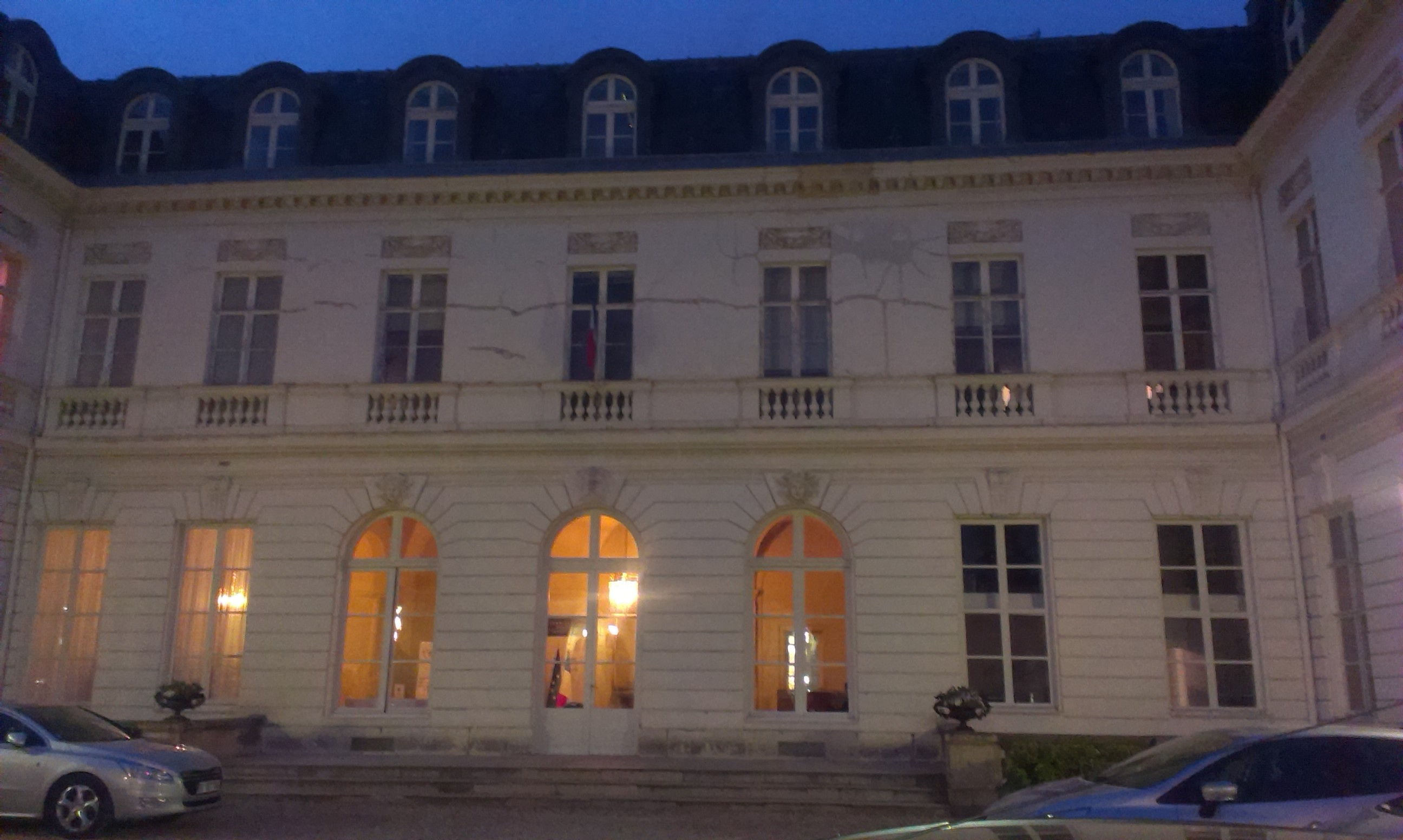
Vue de l'hôtel de Cassini (côte cour).
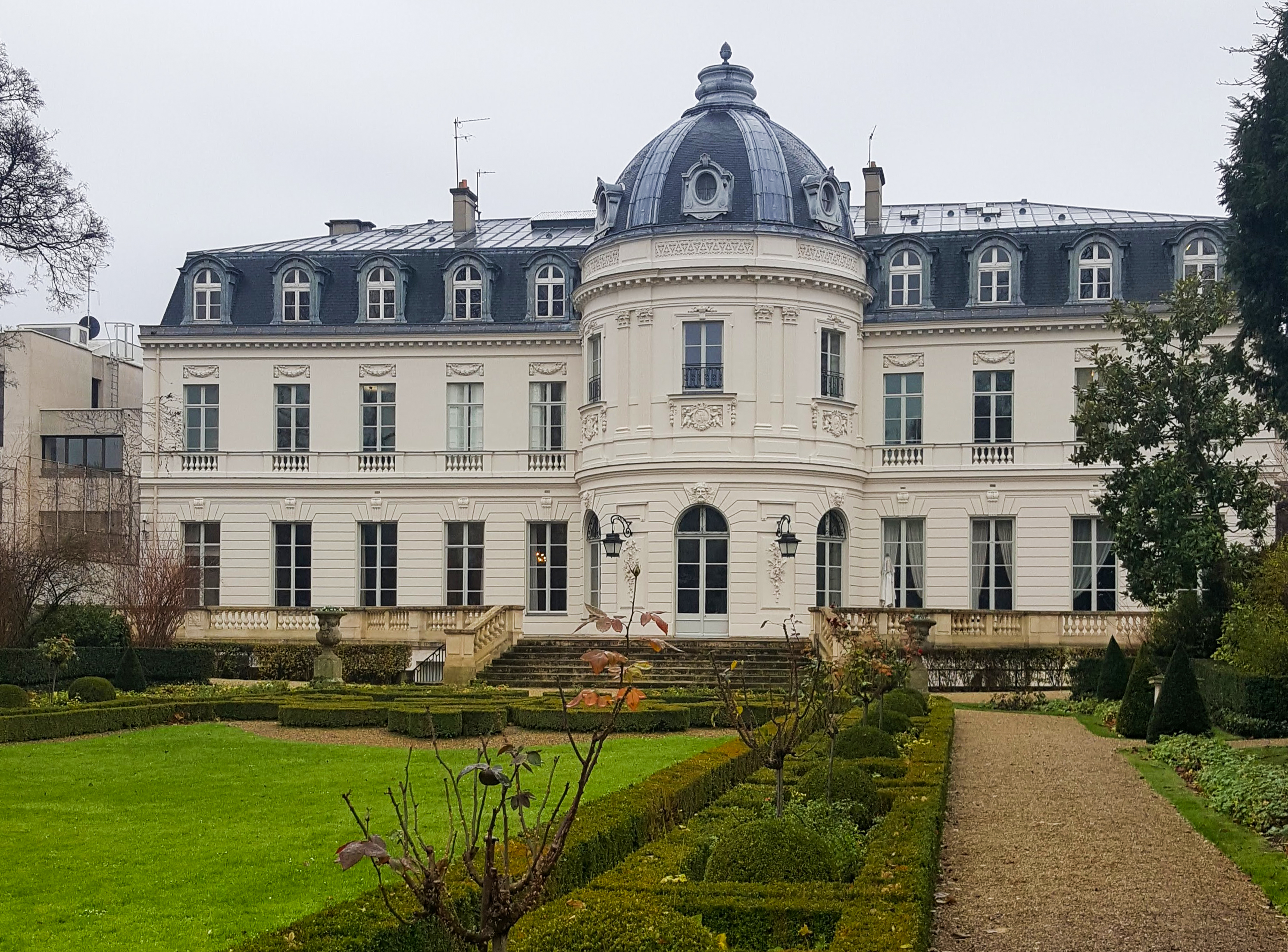
Vue de l'hôtel de Cassini (côte jardin).
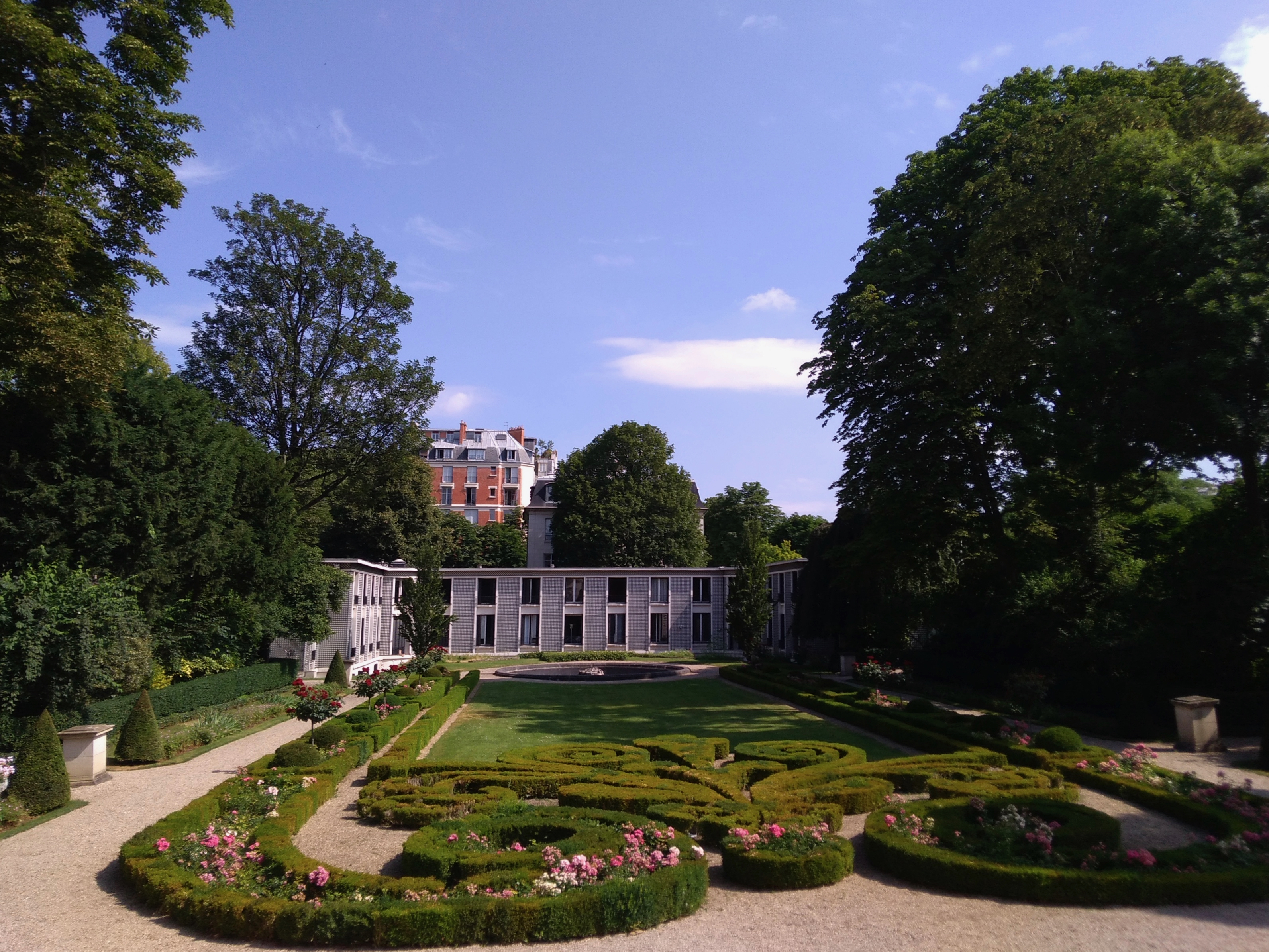
Jardin de l'hôtel.
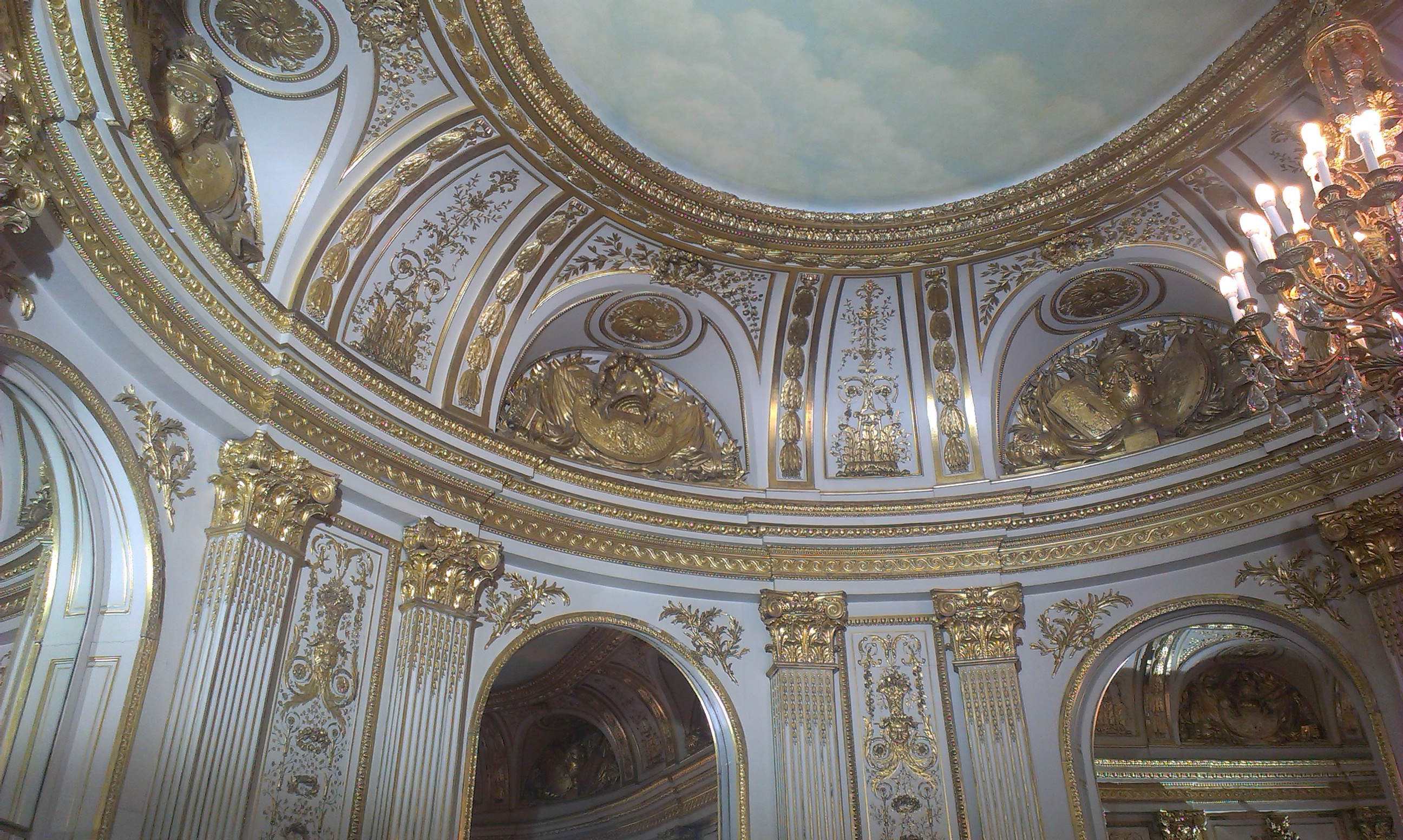

## Protection
- Les façades et toitures sur rue, sur cour et sur jardin (à l'exclusion du bâtiment de 1963 en fond de jardin), le sol de la parcelle, les pièces 23, 16 et 15 de part et d'autre du grand salon ovale (cad. 07 : 01 AJ 12) sont inscrits sur l'inventaire supplémentaire des monuments historiques par arrêté du 17 juin 1993.
- Le grand salon ovale donnant sur le jardin et l'ancienne salle à manger dite salle des marbres, au rez-de-chaussée (cad. 07 : 01 AJ 12) sont classés parmi les monuments historiques par arrêté du 10 juillet 1995.